# Henk Lubberding
Henk Lubberding (Voorst, 4 d'agost de 1953) va ser un ciclista neerlandès, que fou professional entre 1977 i 1992. Durant la seva llarga carrera esportiva aconseguí nombroses victòries, destacant dos campionats nacionals en ruta (1978 i 1979), tres etapes al Tour de França i la Gant-Wevelgem de 1980.
Com a ciclista amateur va finalitzar en tercera posició del Tour de l'Avenir de 1976. L'any següent passà a professionals amb l'equip neerlandès TI-Raleigh de Peter Post. Lubberding sempre va córrer en equips dirigits per Post. El 1978 va guanyar el campionat nacional de ciclisme en ruta i una etapa del Tour de França, acabant 8è de la general i guanyant la classificació de millor jove.
Quan Hennie Kuiper abandona l'equip, Lubberding i Paul Wellens passen a ser els caps de fila i Lubberding fa una bona temporada de 1979, amb bons resultats a la París-Niça, l'Amstel Gold Race, la Gant-Wevelgem, el Tour de Romandia, la Rund um den Henninger-Turm i la Dauphiné Libéré. A més torna a guanyar el campionat nacional.
Lubberding encara guanyarà dues etapes més al Tour de França i portarà el mallot groc durant una etapa en l'edició de 1988.

## Palmarès
- 1975
  - 1r a la Volta a Limburg
- 1976
  - Vencedor d'una etapa del Tour de l'Avenir
- 1978
  -  Campió dels Països Baixos en ruta
  - Vencedor d'una etapa del Tour de França i  1r de la Classificació dels joves
  - Vencedor d'una etapa de la Volta a Suïssa
- 1979
  -  Campió dels Països Baixos en ruta
  - Vencedor d'una etapa de la Volta a Suïssa
  - Vencedor d'una etapa del Tour de Romandia
  - Vencedor d'una etapa del Tour d'Indre-et-Loire
- 1980
  - 1r a la Gant-Wevelgem
  - Vencedor d'una etapa del Tour de França
  - Vencedor d'una etapa de la Volta a Catalunya
  - Vencedor d'una etapa de l'Étoile de Bessèges
  - Vencedor d'una etapa del Tour del Mediterrani
- 1982
  - 1r a la Ronde van Midden-Zeeland
- 1983
  - 1r al Gran Premi d'Antibes
  - 1r a l'Acht van Chaam
  - Vencedor d'una etapa del Tour de França
  - Vencedor d'una etapa del Tour de Romandia
- 1985
  - 1r a la Volta a Noruega i vencedor d'una etapa
  - Vencedor d'una etapa del Tour del Mediterrani
- 1989
  - Vencedor d'una etapa al Tour DuPont

### Resultats al Tour de França
- 1977. 26è de la classificació general
- 1978. 8è de la classificació general. Vencedor d'una etapa.  1r de la Classificació dels joves
- 1979. 18è de la classificació general
- 1980. 10è de la classificació general. Vencedor d'una etapa
- 1981. 54è de la classificació general
- 1982. 46è de la classificació general
- 1983. 10è de la classificació general. Vencedor d'una etapa
- 1984. 40è de la classificació general
- 1985. 82è de la classificació general
- 1986. Abandona (13a etapa)
- 1987. 95è de la classificació general
- 1988. Abandona (20a etapa). Porta el mallot groc durant 1 etapa
- 1989. 119è de la classificació general

### Resultats al Giro d'Itàlia
- 1986. 96è de la classificació general
- 1987. 69è de la classificació general
- 1988. 69è de la classificació general
- 1989. 69è de la classificació general

### Resultats a la Volta a Espanya
- 1991. 97è de la classificació general